# Catedral de Dunkeld

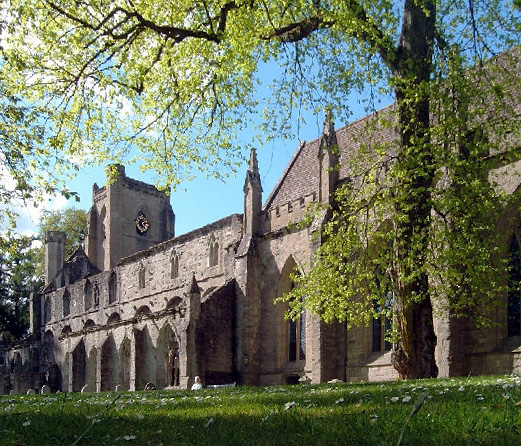
Catedral de Dunkeld

A Catedral de Dunkeld é um local de culto da Igreja da Escócia que está localizada na margem norte do rio Tay, em Dunkeld, Perth e Kinross, na Escócia. Construída no estilo de pedra quadrada de arenito predominantemente cinza, a catedral foi iniciada em 1260 e concluída em 1501. Fica no local do antigo Mosteiro Culdee de Dunkeld, cujas pedras podem ser vistas como uma faixa avermelhada irregular na empena oriental.
Não é formalmente uma 'catedral', pois a Igreja da Escócia atualmente não tem catedrais nem bispos, mas é uma das várias catedrais semelhantes que continuaram a levar o nome.

## História
Por causa do longo período de construção, a catedral mostra arquitetura mista. Elementos góticos e normandos estão misturados em toda a estrutura. Embora parcialmente em ruínas, a catedral está em uso regular hoje e está aberta ao público.
Dizia-se que as relíquias de São Columba, incluindo seus ossos, foram mantidas em Dunkeld até a Reforma, quando foram removidas para a Irlanda. Alguns acreditam que ainda há relíquias colombianas ainda não descobertas enterradas no recinto da catedral.
O mosteiro original de Dunkeld datava do sexto ou início do século VII, fundado após uma expedição de São Columba à terra de Alba. Foi a princípio uma simples coleção de cabanas de pau a pique. Durante o século IX, Causantín mac Fergusa construiu uma catedral mais substancial de arenito avermelhado e declarou Dunkeld como detentor do primado (centro) da fé em Alba.
Por razões não completamente compreendidas, o sino celta que se acredita ter sido usado no mosteiro não é preservado na catedral. Em vez disso, foi usado na Igreja de Little Dunkeld, a igreja paroquial do distrito de Minor or Lesser Dunkeld. Possivelmente isso ocorreu porque os cânones posteriores consideraram o culdeísmo uma heresia e recusaram relíquias ou santos dessa disciplina.
No século XVII, o bispado de Dunkeld tornou-se um apêndice da coroa e posteriormente desceu aos condes de Fife. A Catedral de Dunkeld é hoje uma propriedade da Coroa, através do Historic Environment Scotland, e um monumento programado.
Em 1689, a Batalha de Dunkeld foi travada em torno da catedral entre os highlanders jacobitas leais a Jaime II e VII e uma força do governo que apoia William de Orange, com o último vencendo o dia.